# Podział administracyjny Wietnamu

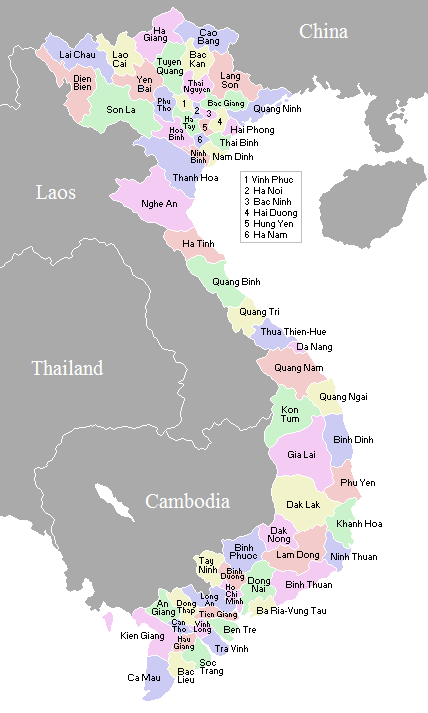
Prowincje Wietnamu

Wietnam jest podzielony na 57 prowincji (wiet. tỉnh) oraz 6 kontrolowanych centralnie miast wydzielonych (thành phố trực thuộc trung ương) o statusie równym prowincji.
Prowincje dzielą się na dystrykty (huyện), miasta prowincjonalne (thành phố trực thuộc tỉnh) oraz miasta (thị xã). Najmniejszą jednostką podziału terytorialnego Wietnamu są miasta (thị trấn) oraz gminy (xã).
Miasta wydzielone dzielą się na dystrykty wiejskie (huyện) oraz miejskie (quận). Dystrykty miejskie są dodatkowo podzielone na okręgi (phường).
Planowana jest restrukturyzacja do 28 prowincji.
| Prowincja                       | Stolica             | Ludność (1 lipca 2006) | Powierzchnia (km²) (1 stycznia 2006) | Region                         |
| ------------------------------- | ------------------- | ---------------------- | ------------------------------------ | ------------------------------ |
| Bắc Ninh                        | Bắc Ninh            | 1 009 800              | 823,1                                | Delty Rzeki Czerwonej          |
| Hà Nam                          | Phủ Lý              | 826 600                | 859,7                                | Delty Rzeki Czerwonej          |
| Hải Dương                       | Hải Dương           | 1 722 500              | 1652,8                               | Delty Rzeki Czerwonej          |
| Hưng Yên                        | Hưng Yên            | 1 142 700              | 923,5                                | Delty Rzeki Czerwonej          |
| Nam Định                        | Nam Định            | 1 974 300              | 1650,8                               | Delty Rzeki Czerwonej          |
| Ninh Bình                       | Hoa Lư              | 922 600                | 1392,4                               | Delty Rzeki Czerwonej          |
| Thái Bình                       | Thái Bình           | 1 865 400              | 1546,5                               | Delty Rzeki Czerwonej          |
| Vĩnh Phúc                       | Vĩnh Yên            | 1 180 400              | 1373,2                               | Delty Rzeki Czerwonej          |
| Hà Nội (miasto wydzielone)      |                     | 3 216 700              | 921,8                                | Delty Rzeki Czerwonej          |
| Hải Phòng (miasto wydzielone)   |                     | 1 803 400              | 1520,7                               | Delty Rzeki Czerwonej          |
| Hà Tĩnh                         | Hà Tĩnh             | 1 306 400              | 6026,5                               | Wybrzeża Północno-Środkowego   |
| Nghệ An                         | Vinh                | 3 064 300              | 16 498,5                             | Wybrzeża Północno-Środkowego   |
| Quảng Bình                      | Đồng Hới            | 847 900                | 8065,3                               | Wybrzeża Północno-Środkowego   |
| Quảng Trị                       | Đông Hà             | 625 800                | 4760,1                               | Wybrzeża Północno-Środkowego   |
| Thanh Hóa                       | Thanh Hóa           | 3 680 400              | 11 136,3                             | Wybrzeża Północno-Środkowego   |
| Huế (miasto wydzielone)         |                     | 1 143 500              | 5065,3                               | Wybrzeża Północno-Środkowego   |
| Bắc Giang                       | Bắc Giang           | 1 594 300              | 3827,4                               | Północno-Wschodni              |
| Bắc Kạn                         | Bắc Kạn             | 301 500                | 4868,4                               | Północno-Wschodni              |
| Cao Bằng                        | Cao Bằng            | 518 900                | 6724,6                               | Północno-Wschodni              |
| Hà Giang                        | Hà Giang            | 683 500                | 7945,8                               | Północno-Wschodni              |
| Lạng Sơn                        | Lạng Sơn            | 746 400                | 8331,2                               | Północno-Wschodni              |
| Lào Cai                         | Lào Cai             | 585 800                | 6383,9                               | Północno-Wschodni              |
| Phú Thọ                         | Việt Trì            | 1 336 600              | 3528,4                               | Północno-Wschodni              |
| Quảng Ninh                      | Hạ Long             | 1 091 300              | 6099,0                               | Północno-Wschodni              |
| Thái Nguyên                     | Thái Nguyên         | 1 127 200              | 3546,6                               | Północno-Wschodni              |
| Tuyên Quang                     | Tuyên Quang         | 723 300                | 5870,4                               | Północno-Wschodni              |
| Yên Bái                         | Yên Bái             | 740 700                | 6899,5                               | Północno-Wschodni              |
| Điện Biên                       | Dien Bien Phu       | 459 100                | 9562,5                               | Północno-Zachodni              |
| Hoà Bình                        | Hoà Bình            | 820 400                | 4684,2                               | Północno-Zachodni              |
| Lai Châu                        | Lai Châu            | 319 900                | 9112,3                               | Północno-Zachodni              |
| Sơn La                          | Sơn La              | 1 007 500              | 14 174,4                             | Północno-Zachodni              |
| Đăk Lăk                         | Buôn Ma Thuột       | 1 737 600              | 13 139,2                             | Płaskowyżu Centralnego         |
| Đăk Nông                        | Gia Nghĩa           | 407 300                | 6516,9                               | Płaskowyżu Centralnego         |
| Gia Lai                         | Pleiku              | 1 161 700              | 15 536,9                             | Płaskowyżu Centralnego         |
| Kon Tum                         | Kon Tum             | 383 100                | 9690,5                               | Płaskowyżu Centralnego         |
| Lâm Đồng                        | Đà Lạt              | 1 179 200              | 9776,1                               | Płaskowyżu Centralnego         |
| Bình Định                       | Quy Nhơn            | 1 566 300              | 6039,6                               | Wybrzeża Południowo-Środkowego |
| Khánh Hòa                       | Nha Trang           | 1 135 000              | 5217,6                               | Wybrzeża Południowo-Środkowego |
| Phú Yên                         | Tuy Hòa             | 873 300                | 5060,6                               | Wybrzeża Południowo-Środkowego |
| Quảng Nam                       | Tam Kỳ              | 1 472 700              | 10 438,3                             | Wybrzeża Południowo-Środkowego |
| Quảng Ngãi                      | Quảng Ngãi          | 1 295 600              | 5152,7                               | Wybrzeża Południowo-Środkowego |
| Đà Nẵng (miasto wydzielone)     |                     | 1 236 393              | 4947,11                              | Wybrzeża Południowo-Środkowego |
| Bà Rịa-Vũng Tàu                 | Vũng Tàu            | 926 300                | 1989,6                               | Południowo-Wschodni            |
| Bình Dương                      | Thủ Dầu Một         | 964 000                | 2696,2                               | Południowo-Wschodni            |
| Bình Phước                      | Đồng Xoài           | 809 500                | 6883,4                               | Południowo-Wschodni            |
| Bình Thuận                      | Phan Thiết          | 1 163 700              | 7836,9                               | Południowo-Wschodni            |
| Đồng Nai                        | Biên Hoà            | 2 214 800              | 5903,9                               | Południowo-Wschodni            |
| Ninh Thuận                      | Phan Rang-Tháp Chàm | 567 900                | 3363,1                               | Południowo-Wschodni            |
| Tây Ninh                        | Tây Ninh            | 1 047 100              | 4035,9                               | Południowo-Wschodni            |
| Hồ Chí Minh (miasto wydzielone) |                     | 6 105 800              | 2098,7                               | Południowo-Wschodni            |
| An Giang                        | Long Xuyên          | 2 210 400              | 3536,8                               | Delty Mekongu                  |
| Bạc Liêu                        | Bạc Liêu            | 820 100                | 2584,1                               | Delty Mekongu                  |
| Bến Tre                         | Bến Tre             | 1 353 300              | 2360,2                               | Delty Mekongu                  |
| Cà Mau                          | Cà Mau              | 1 232 000              | 5331,7                               | Delty Mekongu                  |
| Đồng Tháp                       | Cao Lãnh            | 1 667 800              | 3376,4                               | Delty Mekongu                  |
| Hậu Giang                       | Vị Thanh            | 796 900                | 1601,1                               | Delty Mekongu                  |
| Kiên Giang                      | Rạch Giá            | 1 684 600              | 6348,3                               | Delty Mekongu                  |
| Long An                         | Tân An              | 1 423 100              | 4493,8                               | Delty Mekongu                  |
| Sóc Trăng                       | Sóc Trăng           | 1 276 200              | 3312,3                               | Delty Mekongu                  |
| Tiền Giang                      | Mỹ Tho              | 1 717 400              | 2484,2                               | Delty Mekongu                  |
| Trà Vinh                        | Trà Vinh            | 1 036 800              | 2295,1                               | Delty Mekongu                  |
| Vĩnh Long                       | Vĩnh Long           | 1 057 000              | 1479,1                               | Delty Mekongu                  |
| Cần Thơ (miasto wydzielone)     |                     | 1 139 900              | 1401,6                               | Delty Mekongu                  |

## Regiony

Regiony Wietnamu

Prowincje i miasta wydzielone Wietnamu pogrupowane są w osiem regionów ekonomicznych. Podział ten nie jest ścisły i klasyfikuje prowincje według warunków naturalnych, demograficznych i gospodarczych.
- Region Północno-Zachodni (Tây Bắc) – w jego skład wchodzą cztery prowincje północno-zachodniego Wietnamu. Region graniczy z Laosem od zachodu i Chinami na północy.
- Region Północno-Wschodni (Đông Bắc) – w jego skład wchodzi jedenaście prowincji północno-wschodniego Wietnamu (głównie górzystych). Na północy region graniczy z Chinami, na wschodzie z Zatoka Tonkińską.
- Region Delty Rzeki Czerwonej (Đồng Bằng Sông Hồng) – do regionu należy dziewięć prowincji o niewielkiej powierzchni i dużym zaludnieniu, położonych przy ujściu Rzeki Czerwonej. Do regionu zalicza się również stolica państwa – Hanoi oraz miasto portowe Hajfong.
- Region Wybrzeża Północno-Środkowego (Bắc Trung Bộ) – w jego skład wchodzi sześć prowincji położonych w północnej części środkowego wybrzeża. Wszystkie prowincje rozciągają się od Morza Południowochińskiego na wschodzie do Laosu na zachodzie.
- Region Wybrzeża Południowo-Środkowego (Nam Trung Bộ) – w jego skład wchodzi pięć prowincji położonych w południowej części środkowego wybrzeża. Do regionu należy również miasto wydzielone Đà Nẵng.
- Region Płaskowyżu Centralnego (Tây Nguyên) – do regionu należy pięć prowincji położonych wewnątrz lądu, w południowej części kraju, w przeważającej części wyżynnych.
- Region Południowo-Wschodni (Đông Nam Bộ) – w skład regionu wchodzi siedem prowincji oraz miasto Ho Chi Minh (dawniej Sajgon), położonych w nizinnej części południowego Wietnamu, na północ od rzeki Mekong.
- Region Delty Mekongu (Đồng Bằng Sông Cửu Long) – w jego skład wchodzi dwanaście małych i gęsto zaludnionych prowincji oraz miasto Cần Thơ. Region jest najbardziej wysuniętą na południe częścią kraju, przez którą przepływa rzeka Mekong.